# Hloubková mozková stimulace
Hloubková mozková stimulace je procedura, při níž jsou do mozku pacienty vpraveny elektrody, jež stimulují mozek a mohou ovlivňovat pacientův stav. Ani přes více než desetiletou tradici této metody stále není jisté, jak přesně celý mechanismus funguje, přičemž existuje hned celá řada hypotéz.
Na rozdíl od mnoha jiných léčebných procedur, při níž je ovlivňován mozek, je hloubková mozková stimulace relativně bezpečná a reverzibilní.

## Využití
Hloubková mozková stimulace se používá především u pacientů s Parkinsonovou chorobou. Tu sice neumí vyléčit, dokáže však omezit některé z jejích příznaků a zlepšit tak kvalitu pacientova života. Mimo jiné dokáže hloubková mozková stimulace omezit pacientovu ztuhlost či snížit výskyt. Z důvodu náročnosti celého postupu je však v dnešní době využívána pouze v případě, že pacientovi nelze pomoci například běžně používanými léky.
Kromě Parkinsonovy choroby se hloubková mozková stimulace používá také u pacientů trpících chronickými bolestmi, depresemi, či Tourettovým syndromem. Zkoumá se také možné využití u osob trpících obsedantně kompulzivní poruchou, epilepsií nebo Alzheimerovou chorobou.

## Vedlejší účinky
Ačkoliv je hloubková mozková stimulace dnes již poměrně běžně prováděný zákrok, celý postup je stále spojen s nezanedbatelnými riziky. Kromě typických rizik spojených s nutností operativního otevření lebky existuje také riziko posunutí elektrod a nutnosti nové operace.
U pacientů léčených hloubkovou mozkovou stimulací také mohou být pozorovány psychologické změny, a to včetně halucinací, depresí či apatie. U některých pacientů dokonce následkem léčby došlo k pokusům o sebevraždu.